# 赤石孔

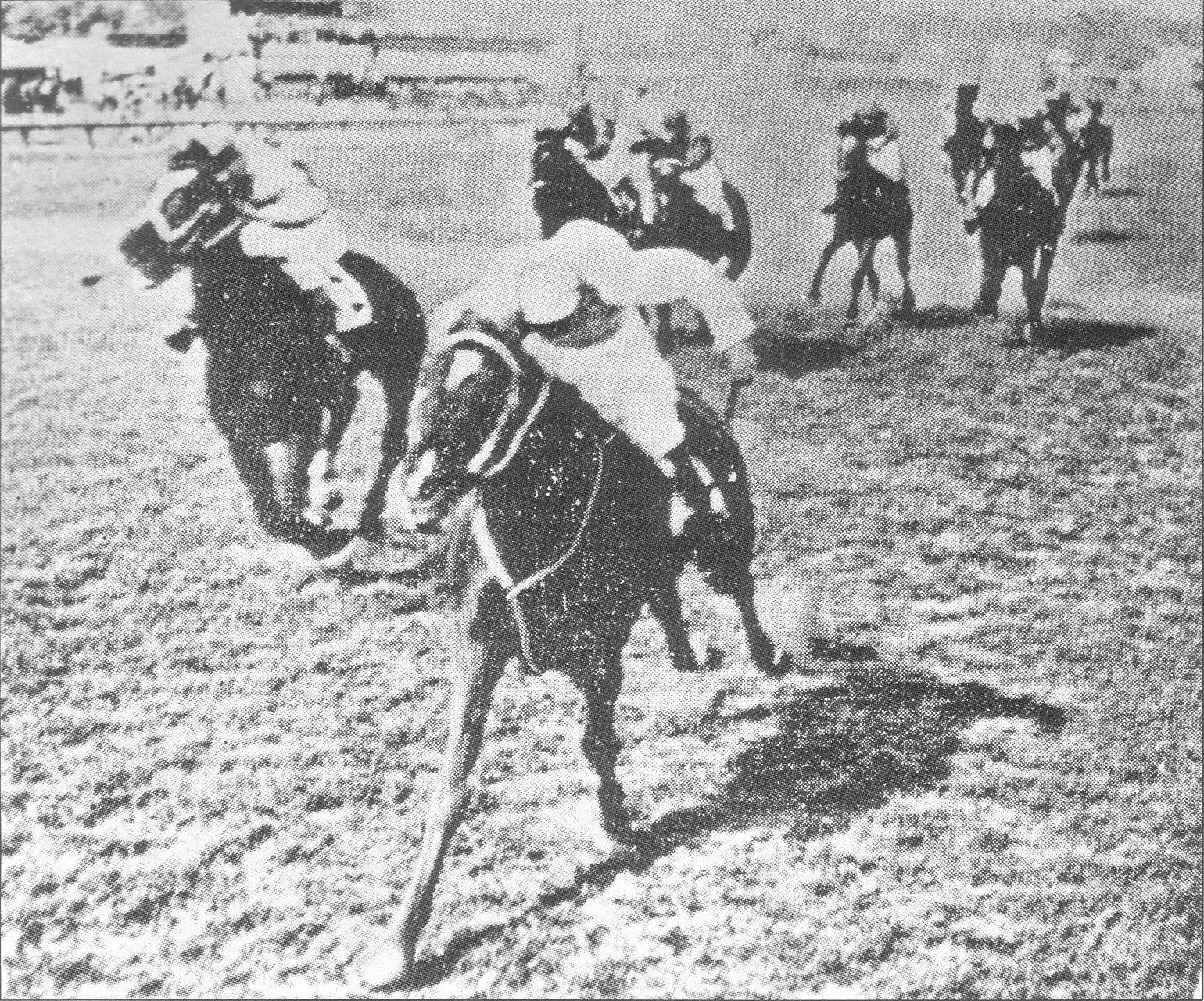
タエヤマを駆る赤石（中央、1938年日本ダービー）

赤石 孔（あかいし とおる、1894年11月13日 - 没年不詳）は、日本の競馬騎手、調教師。福島県出身。名前の読みは「こう」とも。

## 人物
1908年に14歳でオーストリア＝ハンガリー帝国に渡り、17歳から同帝国及びその周辺の国々で活躍していたが、父の病状悪化を理由に1927年に帰国 。その後は調教師としてアイザックスの所有馬アトランタで1936年の春季帝室御賞典（東京）などに優勝。また騎手としてタエヤマで阪神記念を制しているほか、1938年の東京優駿（日本ダービー）で2着の成績がある。
ブラジル（オーストラリアとも）での騎乗経験があったことから、当時の日本では珍しい鐙の短いモンキー乗りを身につけており、当時としては風変わりなそのフォームは「赤石モンキー」と呼ばれていた。戦後いち早くモンキー乗りに取り組んだ野平祐二は、赤石を日本における「モンキー乗りの先駆者」とし、また一般に先駆者といわれる保田隆芳も、戦前にモンキー乗りを行っていた騎手として特に赤石の名を挙げ、「あの時分じゃあ、まあ日本では典型的なモンキー乗りといって、みんなもまねしていましたけれど、やはりなかなかあのような騎乗姿勢はできなかった」と回想している。渡辺正人によれば鞭の使い方も達者であったといい、「その後、現在に至るまで、あれほど見事に左右両手で鞭を使う騎手は日本の競馬界には現れなかった」と評している。
師匠は仲住与之助。自身が弟子を持った記録はない。競馬界を去ってからの消息は不明である。